# Laura Linney
Laura Leggett Linney (5. februar 1964 på Manhattan) er en Golden Globe-vindende amerikansk skuespiller.

## Udvalgt filmografi

### Film
- Dave (1993)
- Primal Fear (1996)
- The Truman Show (1998)
- Mystic River (2003)
- Love Actually (2003)
- Kinsey (2004)
- P.S. (2004)
- Man of the Year (2006)
- The Hottest State (2006)
- The Savages (2007)

### Tv-serier
- Frasier, Tv-serie (2003), fem episoder
- John Adams, miniserie (2008)

## Priser og nomineringer
Laura Linney har modtaget tre Emmy Awards, en Golden Globe Award og en Screen Actors Guild Award. Derudover har Linney været nomineret til en Oscar tre gange, tre gange til en Golden Globe, tre gange til en Screen Actors Guild Award og en gang til en BAFTA Award.